# Regió (anatomia)
Una regió és una zona del cos que comprèn artèries, venes, nervis, músculs, ossos i altres estructures anatòmiques que es relacionen entre elles. L'anatomia regional divideix el cos en diferents regions:
- Regió del cap
- Regió del coll
- Regió toràcica anterior i lateral
- Regions abdominals
- Regió de l'esquena
- Regió del perineu
- Regió de l'extremitat superior
- Regió de l'extremitat inferior